# Британская высшая школа дизайна
Британская высшая школа дизайна — частное образовательное учреждение высшего и дополнительного образования в сфере искусства, дизайна, бизнеса и маркетинга, созданное в 2003 году. Располагается в четырёх корпусах на территории  центра дизайна Artplay. Директор — Екатерина Черкес-Заде. Входит в Universal University.

## История

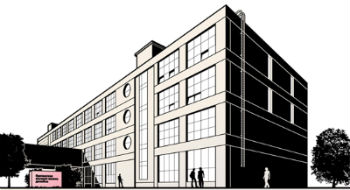
Изображение главного корпуса Британской высшей школы дизайна

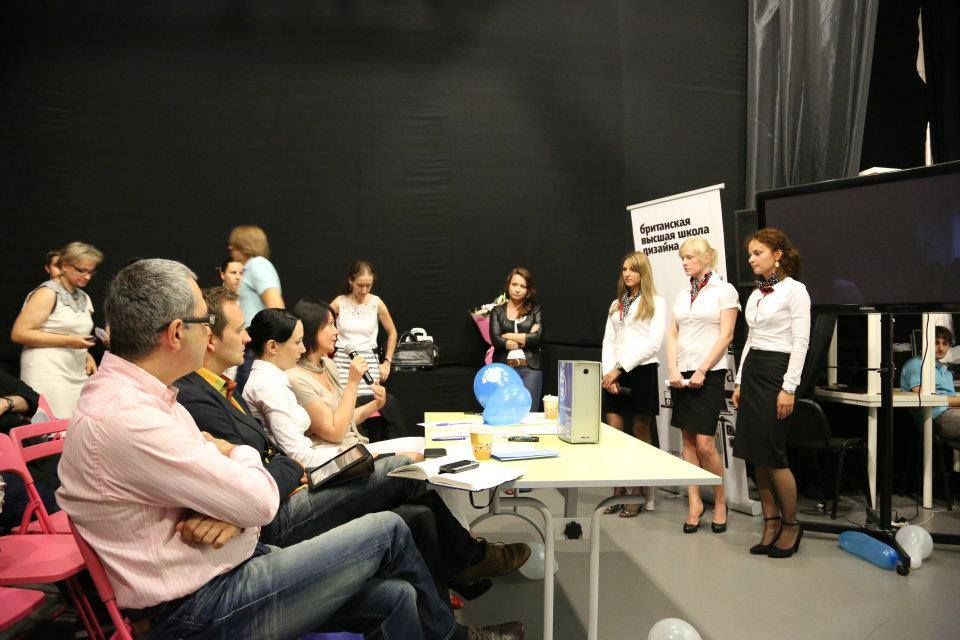
Защита дипломов в БВШД, 2012 год

Основана предпринимателем Александром Аврамовым в 2003 году на базе Международного института рекламы. Александр совместно с Игорем Ганжой, специалистом по рекламе и политическому пиару и основателем рекламного агентства «Пилот-медиа», создал концепцию подготовки специалистов в этой области с британским дипломом, которые бы проходили обучение в РФ. С этой целью в 2002 году он посетил с презентациями более десятка британских вузов и в итоге договорился о партнёрстве с факультетом творческих и культурных индустрий Хартфордширского университета, что позволяет Школе предоставлять образование по британским программам бакалавриата. Общая сумма инвестиций в проект составила порядка $150 тыс. собственных средств основателей.

## Структура
Британская высшая школа дизайна входит в университет креативных индустрий Universal University, который объединяет девять творческих школ, где ежегодно обучается более 6000 студентов.
Школа специализируется на профессиональном образовании в творческих областях, реализуя британские программы высшего образования с возможностью дальнейшего обучения в Великобритании, учебные программы по стандарту российского дополнительного образования, а также подготовительные курсы, интенсивы и программы для школьников.
Направления:
- Бизнес и маркетинг;
- Коммуникационный дизайн;
- Цифровой дизайн;
- Иллюстрация;
- Современное искусство;
- Мода и стиль;
- Дизайн интерьера;
- Промышленный дизайн;
- Фотография и видео;
- Сценография.

С 2020 года программы британского бакалавриата по современному искусству и фотографии реализуются Британской высшей школой дизайна в рамках новой институции — Московской школы современного искусства.